# Bebechy
Bebechy (ukr. Бебехи) – wieś na Ukrainie, w obwodzie lwowskim, w rejonie szeptyckim.

## Historia
Pod koniec XIX w. przysiółek wsi Laszków.
W Laszkowie w 1937 otwarto Dom Strzelecki Oddziału Związku Strzeleckiego im. Marszałka Edwarda Śmigłego-Rydza.
Do 2020 w rejonie radziechowskim.